# 駱克

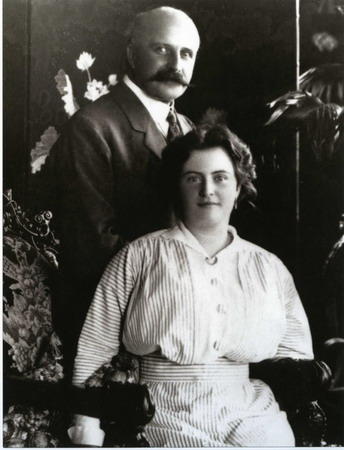
駱克和女兒

駱克爵士KCMG（（1858年5月26日—1937年2月26日）），有漢名駱任廷、駱檄。英国殖民地官员，就读于国王威廉学院和爱丁堡大学，曾派駐香港及中國超過40年，擔任過總登記官兼撫華道、辅政司和威海卫专员。

## 生平
在蘇格蘭出生，1868年入讀國王威廉學院，其後考入愛丁堡大學。大學畢業後，本欲申請往印度工作但失敗，1878年開始派駐香港。
駱克1882年加入香港政府工作，1886年有份參與組織香港足球會，1895年發起創辦香港高級組銀牌賽。在香港期間，曾經擔任立法局議員及行政局議員。
1902年，調派到中國山東省，擔任威海衛專員，直至1927年。
駱克具語言天份：在學時已接受嚴謹的拉丁文和古希臘文訓練，到香港工作後，亦習得一口流利廣東話，調任威海衛後也會說中國官話。駱克熟悉中國及香港事務，與何啟是好朋友。

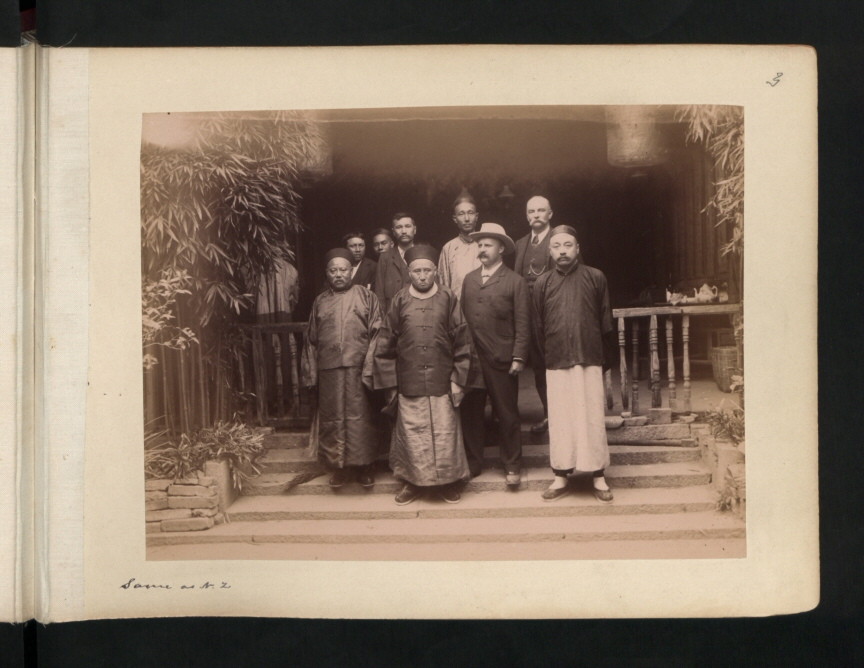
清末政府官員王存善（右一）和駱克（右二）合照。

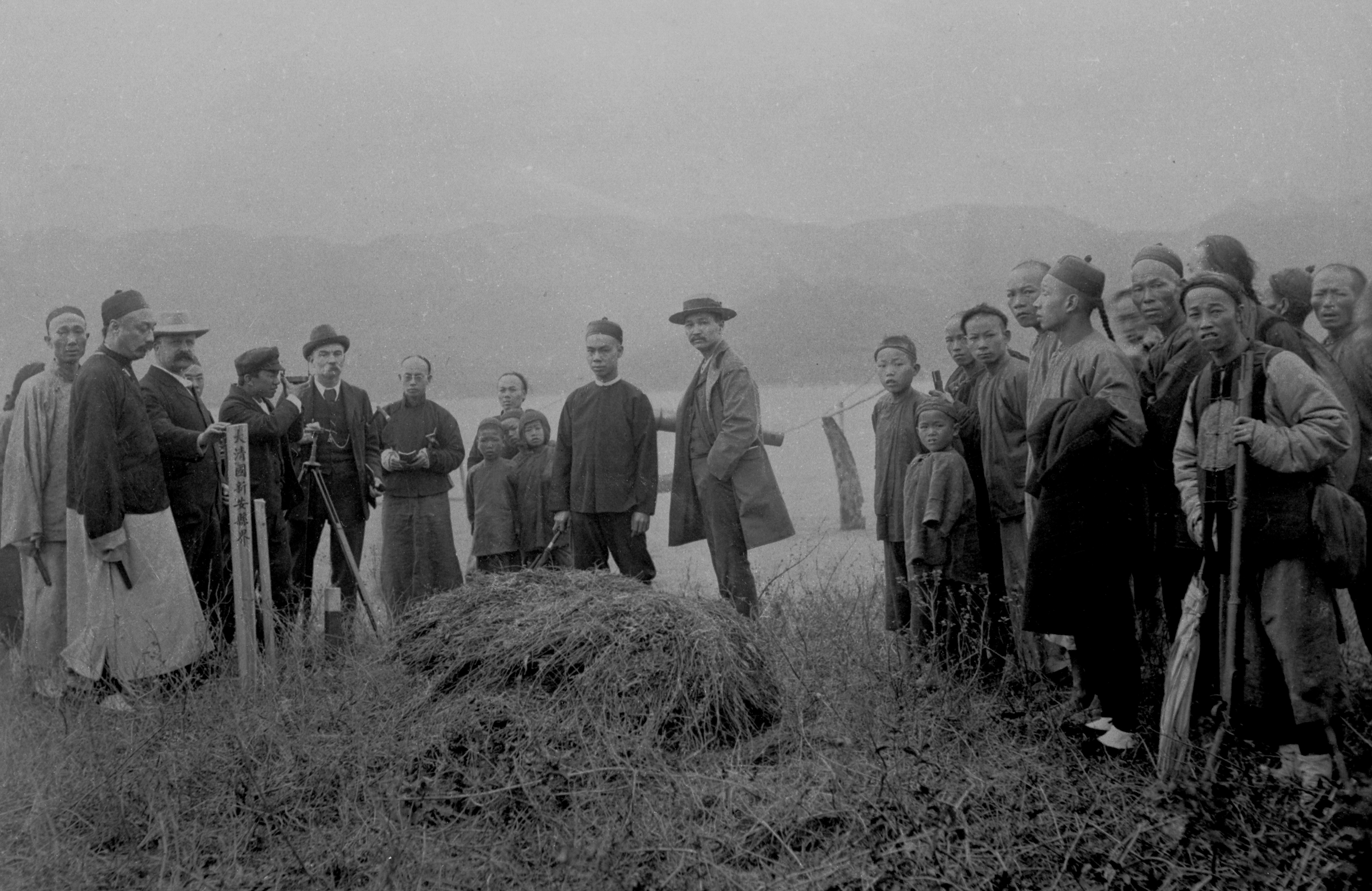
1899年王存善（左二）與駱克（左三）在新界勘界。

退休後返回英國，1937年在倫敦病逝。

## 以他命名的事物
- 駱克道，位于香港湾仔区

## 外部連結
| 政府职务                      | 政府职务             | 政府职务                      |
| ----------------------------- | -------------------- | ----------------------------- |
| 前任者： 柯布連               | 香港辅政司 1895–1902 | 繼任者： 梅含理               |
| 前任者： John Dodson Daintree | 威海衛專員 1902–1921 | 繼任者： Arthur Powlett Blunt |